# Injection de dioxyde de carbone

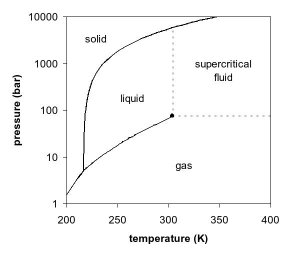
Diagramme de phase pression-température du dioxyde de carbone.

L’injection de dioxyde de carbone est un processus par lequel le dioxyde de carbone (CO2) est injecté dans un réservoir de pétrole pour augmenter le rendement lors de l'extraction du pétrole.
Lorsque la pression d'un réservoir est épuisée par la production primaire et secondaire, l’injection de dioxyde de carbone peut être une méthode idéale de récupération tertiaire. Cette méthode est particulièrement efficace dans les réservoirs d’une profondeur supérieure à 760 m, où le CO2 sera dans un état supercritique, la densité API du pétrole supérieure à 22-25° et la saturation du pétrole restant supérieur à 20 %. Il convient également de noter que l’injection du dioxyde de carbone n’est pas affectée par la lithologie de la zone du réservoir, mais simplement par les caractéristiques du réservoir. L’injection du dioxyde de carbone fonctionne sur le même phénomène physique que l'injection du CO2 dans le réservoir réduit la viscosité de quelques hydrocarbures que ce soit et donc sera plus facile à extraire du puits de production.
Si un puits en production a été évalué comme étant approprié pour l'injection de CO2, la première chose à faire est de rétablir la pression dans le réservoir à une valeur convenable pour la production. Cela se fait par injection d'eau (avec le puits de production à l'arrêt) qui rétablira la pression dans le réservoir à une pression appropriée pour l'injection de CO2. Une fois que le réservoir est à cette pression, l'étape suivante consiste à injecter le CO2 dans le même puits d'injection utilisé pour rétablir la pression. Le gaz CO2 est injecté dans le réservoir à la pression nécessaire pour qu’il vienne en contact avec le pétrole. Cela crée une zone miscible qui peut être déplacé ainsi plus facilement vers le puits de production. Normalement, l'injection de CO2 est alternée avec des injections d'eau car l'eau balaye le pétrole vers la zone de production. Le champ de pétrole de Weyburn est un exemple célèbre de site où cette méthode est appliquée dans des conditions financièrement intéressantes.
L’injection de CO2 est la deuxième technique de récupération tertiaire le plus commune et est utilisée dans le monde entier. Dans le cadre du réchauffement climatique, cette méthode permettra de séquestrer du CO2 sous terre compensant ainsi une partie des émissions de CO2 produites ailleurs.